# Каньковський Ігор Євгенович
І́гор Євге́нович Канько́вський  (нар. 17 липня 1950, с. Орля, Щучинський район, Гродненська область (Білорусь) — 6 грудня 2016, Хмельницький) — доктор педагогічних наук, міжнародний інженер-педагог (міжнародний реєстр ING-PAED IGIP), відмінник освіти України.

## Біографія
Ігор Євгенович народився 17 липня 1956 року в с. Орля Щучинського району Гродненської області (Білорусь), у родині священика.
У 1973—1978 рр. навчався на механічному факультеті Українського інституту інженерів водного господарства (м. Рівне). Після закінчення отримав диплом з відзнакою за спеціальністю «Механізація гідромеліоративних робіт» та кваліфікацією «інженер-механік».
Трудову діяльність розпочав як викладач спеціальних дисциплін у Новоселицькому СПТУ № 11 в Красилівському районі Хмельницької області.
1980—1988 рр. — асистент кафедри «Трактори і автомобілі», старший викладач кафедри «Будівельні і меліоративні машини» Українського інституту інженерів водного господарства, аспірант Київського автодорожнього інституту.
1987 р. — захист дисертації на тему «Підвищення експлуатаційної паливної економності тракторного дизеля шляхом застосування універсального однорежимно-всережимного регулятора» на здобуття наукового ступеня кандидата технічних наук.
У 1988—1998 pp. I. Є. Каньковський — старший викладач, доцент, завідувач кафедри загальнотехнічних дисциплін Уманського державного педагогічного інституту iм. Павла Тичини.
1998—1999 рр. — доцент кафедри технології машинобудування Технологічного університету «Поділля» (нині Хмельницький національний університет).
1999—2016 рр. — завідувач кафедри теорії та методики трудового і професійного навчання Хмельницького національного університету.
2003 р. — перепідготовка за програмою «Інженерна педагогіка» й захист наукової роботи в Центрі інженерної педагогіки Міжнародного товариства з інженерної перепідготовки (Австрія-Україна); отримання звання «Міжнародний інженер-педагог» та диплому європейського зразка з включенням у міжнародний реєстр «ING-PAED IGIP», що дав йому право проводити викладацьку роботу в престижних європейських вузах.
3 2004 р. -  член науково-методичної комісії (HMK) з інженерно-педагогічної освіти при МОН України, керівником HMK з професійної ocвіти (транспорт i сервіс) сектора вищої освіти Науково-методичної ради МОН України. У 2007 р. його було обрано членом Експертної ради з освіти при ДАК України.
У 2015 році захистив докторську дисертацію за спеціальністю 13.00.04 – «Теорія i методика професійної освіти»та здобув науковий ступінь доктора педагогічних наук. Тема дисертації –  «Система професійної підготовки майбутніх інженерів-педагогів автотранспортного профілю»
6 грудня 2016 року на 60-му році життя Ігоря Євгеновича Каньковського не стало.

## Наукова діяльність
Автор понад 100 наукових праць, серед яких дві монографії, один посібник. Здійснював керівництво дисертаційними дослідженнями аспірантів.
Наукові дослідження були спрямовані на оптимізацію процесу підготовки інженерно-педагогічних кадрів системи професійно-технічної освіти. Каньковський І. Є. був членом редакційної колегії науково-методичного вісника «Професійна освіта», ініціатором і організатором   циклічної міжнародної науково-практичної конференції «Професійне становлення особистості: проблеми і перспективи», заснованої у 1999 році Хмельницьким національним університетом та Інститутом професійно-технічної освіти НАПН України. Був організатором виставок декоративно-ужиткового мистецтва студентів і викладачів кафедри теорії та методики трудового і професійного навчання, виставок художніх творів засуджених виправних колоній Хмельниччини,  організатором фестивалю-конкурсу для художньо обдарованих школярів міста Хмельницького  «Подільський пролісок».

## Нагороди
За свою плідну і творчу працю Каньковський І. Є. нагороджений:
- Нагрудний знак «Відмінник освіти України»
- Нагрудний знак «Антон Макаренко» (2006)
- Медаль Академії педагогічних наук України  «Ушинський К. Д.» (2011)
- Орден «Преподобного Нестора Літописця III ступеня» (2006)
- Грамота Священного Синоду Української православної церкви
- Почесні грамоти Хмельницької облдержадміністрації, Міністерства освіти і науки України, Національної академії педагогічних наук України.

За впровадження інноваційного педагогічного менеджменту нагороджений  срібною медаллю «Василь Зеньковський» (посмертно).